# Gualberto Titta
Gualberto Titta (San Severo, 24 ottobre 1906 – Roma, 26 febbraio 1999) è stato uno scrittore e attore italiano. Noto per romanzi horror, spesso firmati con gli pseudonimi Werner Wrengel, Kevin Mc Hynes e Paul Carter.

## Biografia
Ha scritto un centinaio di romanzi di vario genere (gialli, storici, di guerra, di spionaggio, thriller e, soprattutto, horror, molti comparsi anche in traduzione inglese, francese e tedesca), oltre che di racconti, testi drammatici (come Rottami, Il moschettiere azzurro e Christus), riduzioni teatrali (tra cui quella dei Miserabili di Victor Hugo, scritta a sedici anni), poesie e dialoghi per fotoromanzi.
Figlio di Carlo, titolare di una compagnia d'arte drammatica, come attore Titta esordì nella compagnia paterna, affrontando ruoli shakespeariani. Al cinema italiano, invece, diede il volto a personaggi minori in pellicole come La cintura di castità di Camillo Mastrocinque (1949), I giganti della Tessaglia di Riccardo Freda (1960) e Quando dico che ti amo di Giorgio Bianchi (1967).

## Opere
- Le belle e i mostri (1961)
- Satana è donna (1962)
- Il marchio del vampiro (1964)
- Il canto degli annegati (1965)